# Caqueu Laran
Caqueu Laran (deutsch Ober-Becusi) ist eine osttimoresische Aldeia. Sie liegt im Norden des Sucos Becora (Verwaltungsamt Cristo Rei, Gemeinde Dili). 2015 hatte Caqueu Laran eine Einwohnerzahl von 2143.
Caqueu Laran befindet sich im nördlichen des dreigeteilten Territoriums Becoras und liegt dort im Südosten. Im Westen grenzt Caqueu Laran an die Aldeia Berebidu, im Nordwesten an die Aldeia Becusi Craic, im Norden mit der Rua de Becussi an die Aldeia Becusi Centro und im Nordosten mit der Rua Nossa Senhora de Lourdes an die Aldeia Clac Fuic. Südlich liegt der Suco Ailok und im Südwesten reicht Caqueu Laran bis an den Suco Lahane Oriental. Der Süden von Caqueu Laran ist nur dünn besiedelt.